# Fernand Djoumessi
Pour les articles homonymes, voir Djoumessi.
Fernand Djoumessi Temfack (né le 5 septembre 1989 à Dschang) est un athlète camerounais, spécialiste du saut en hauteur.

## Biographie

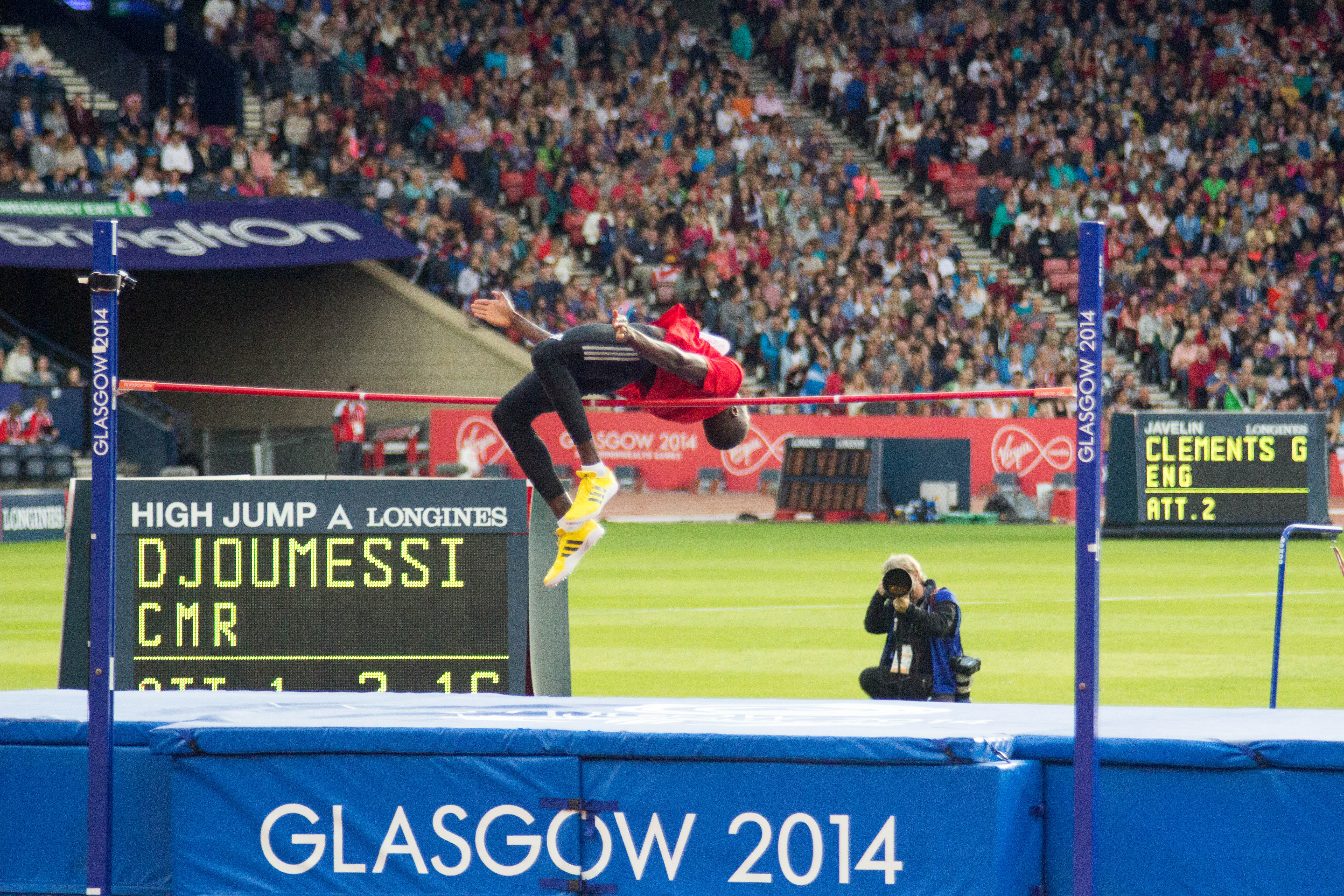
Djoumessi lors des Jeux du Commonwealth 2014

En janvier 2009, Fernand Djoumessi bat le record du Cameroun du saut en hauteur (2,19 m). L'année suivante, il devient champion du Cameroun (2,15 m) puis obtient une médaille de bronze aux championnats d'Afrique avec un saut à 2,15 m.
En 2011, il participe aux Jeux africains et termine 4e (2,15 m).
En 2014, il réussit 2,25 m en salle à l'occasion des championnats de France à Bordeaux. Il fait progresser son record national pour l'amener à 2,28 m au meeting de saut en hauteur de Bühl (Bade-Wurtemberg). En août, il remporte la médaille d'argent aux championnats d'Afrique.

## Palmarès
| Date | Compétition                     | Lieu        | Résultat | Marque |
| ---- | ------------------------------- | ----------- | -------- | ------ |
| 2010 | Championnats d'Afrique          | Nairobi     | 3e       | 2,15 m |
| 2011 | Jeux africains                  | Maputo      | 4e       | 2,15 m |
| 2013 | Jeux de la Francophonie         | Nice        | 4e       | 2,20 m |
| 2014 | Jeux du Commonwealth            | Glasgow     | 7e       | 2,21 m |
| 2014 | Championnats d'Afrique          | Marrakech   | 2e       | 2,25 m |
| 2014 | Coupe continentale              | Marrakech   | 7e       | 2,23 m |
| 2015 | Jeux africains                  | Brazzaville | 8e       | 2,10 m |
| 2016 | Championnats d'Afrique          | Durban      | 3e       | 2,15 m |
| 2017 | Jeux de la solidarité islamique | Bakou       | 7e       | 2,05 m |
| 2017 | Jeux de la Francophonie         | Abidjan     | 2e       | 2,18 m |

## Records
Il détient le record du Cameroun du saut en hauteur.
| Épreuve         | Épreuve   | Performance | Lieu     | Date            |
| --------------- | --------- | ----------- | -------- | --------------- |
| Saut en hauteur | Plein air | 2,28 m NR   | Bühl     | 19 juin 2014    |
| Saut en hauteur | Salle     | 2,25 m NR   | Bordeaux | 23 février 2014 |